# 危险物质指令
危险物质指令（修订）（英语：Dangerous Substances Directive (67/548/EEC)）是欧盟法律中关于化学品安全的法律。该法律在2016年被CLP法规完全更换。它根据Art.100（罗马条约Art.94的整合版本）制定出，此协议适用于欧洲经济区，该指令的执行也会确保符合相应的瑞士法律。

## 分类
指令的Art.2将危险品分为以下几类：
- 爆炸品 (E)
- 氧化剂 (O)
- 可燃物：极易燃烧 (F+)，易燃(F)
- 有毒物质：剧毒 (T+)，有毒(T)
- 有害物质或制剂：(Xn)
- 腐蚀品 (C)
- 刺激性 (Xi)
- 致敏剂
- 致癌物质(Carc.)
- 突变原 (Mut.)
- 生殖毒性 (Repr.)
- 对环境有害 (N)